# Mały Koprowy Wierch
Mały Koprowy Wierch (słow. Malý Kôprovský štít) – najbardziej na wschód wysunięty odcinek grani w Pośrednim Wierszyku  w słowackiej części Tatr Wysokich. Od Koprowego Wierchu na wschodzie oddzielony jest siodłem Koprowej Ławki (ok. 2330 m), od Palca oddziela go Przełączka pod Palcem (ok.2210 m). Według Władysława Cywińskiego najwyższy punkt Małego Koprowego Wierchu ma wysokość ok. 2350 m. Grań Koprowego Wierchu i Małego Koprowego Wierszyka ku południowemu zachodowi opada do Doliny Hlińskiej. Można w niej wyróżnić trzy piętra. W najwyższej części jest sporo skalnych ścianek, część środkowa to mało stromy, piarżysto-trawiasty stok, najniższa część znów jest stroma, a nawet urwista i w wielu miejscach skalista. Na przeciwną stronę, do Doliny Piarżystej opada wysoka i szeroka ściana, czym niżej, tym bardziej stroma. Ma wysokość około 400 m. Z prawej strony (patrząc od dołu) ogranicza ją Żleb ku Palcu, z lewej strony żleb opadający z Koprowej Ławki.

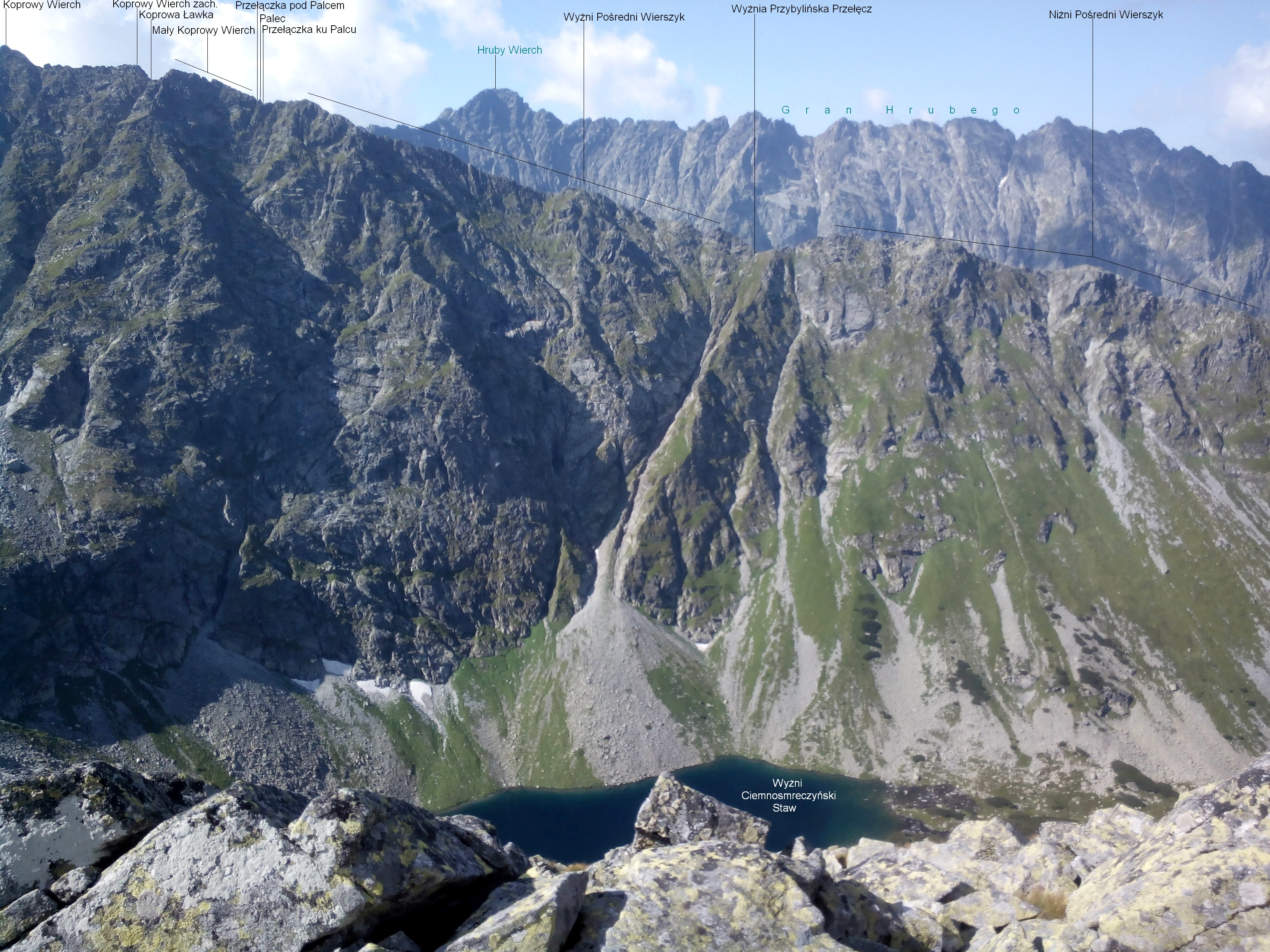
Widok z Liptowskich Murów
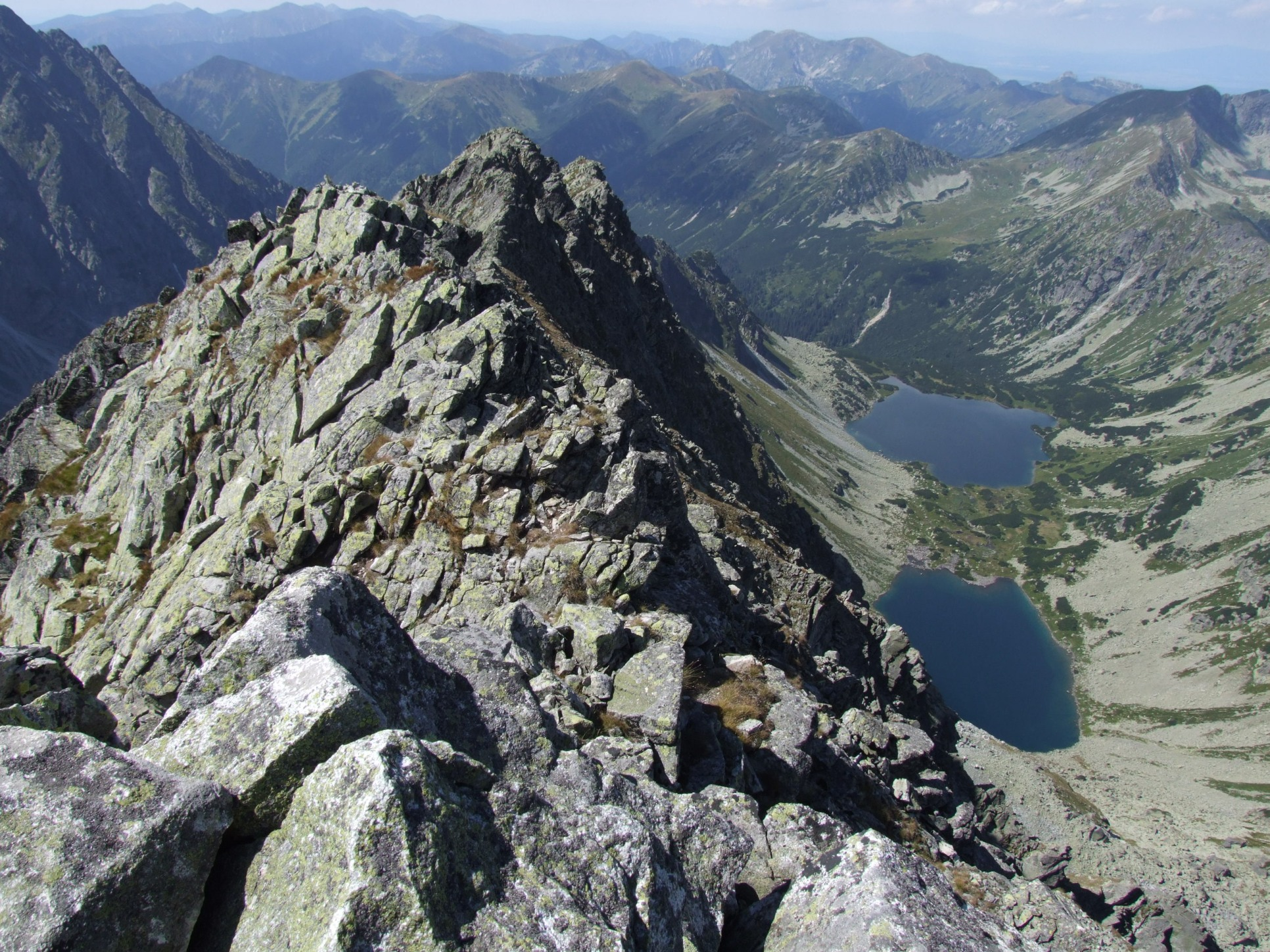
Widok z Koprowego Wierchu
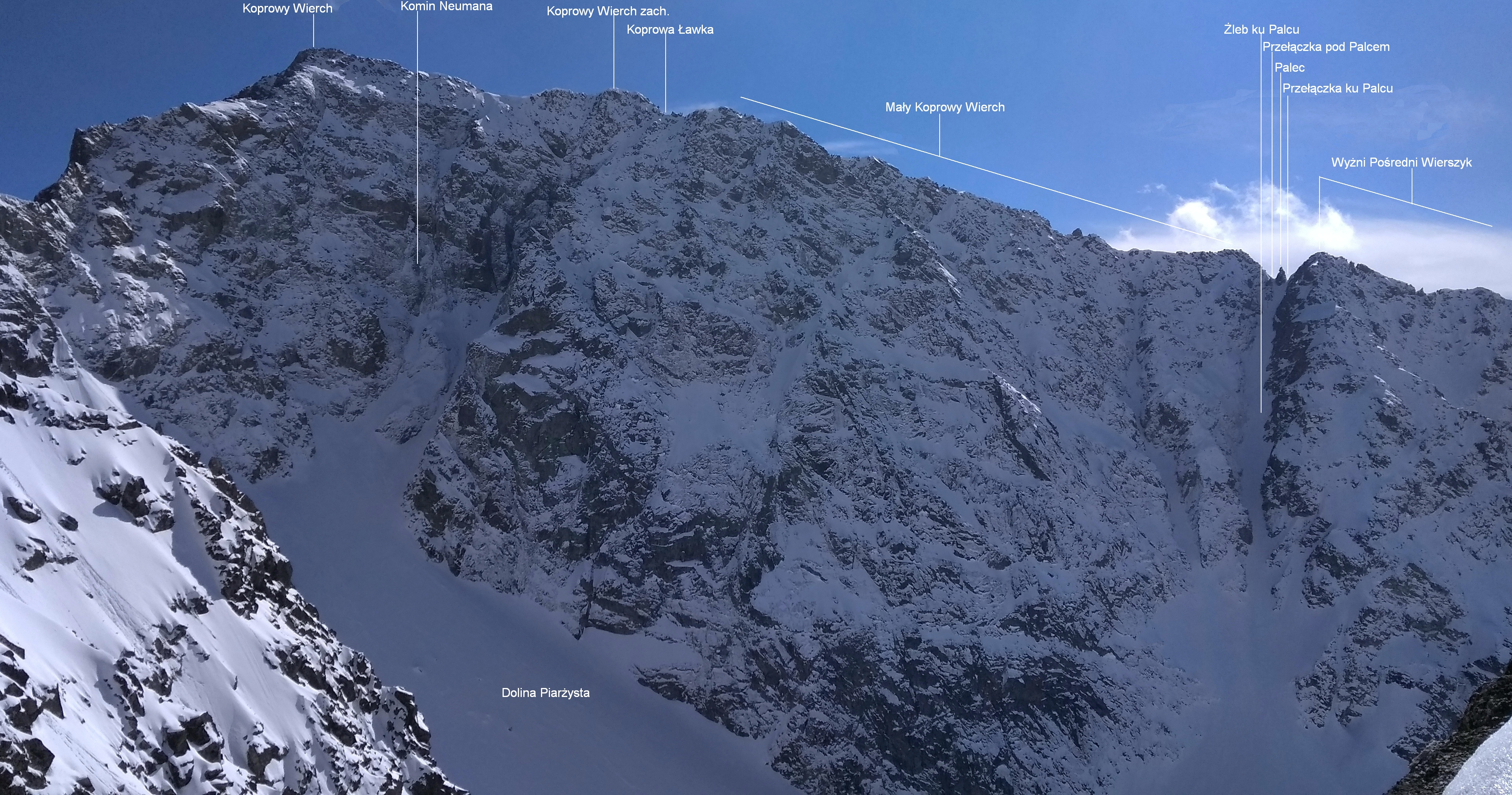
Widok z Liptowskich Murów

## Taternictwo
Pierwszego wejścia na wierzchołek Małego Koprowego Wierchu dokonał Klemens Bachleda, a było to ok. 1890 roku. Pośredni Wierszyk jest wyłączony z ruchu turystycznego, mogą na nim natomiast uprawiać wspinaczkę taternicy. Drogi wspinaczkowe:
1. Granią od Koprowego Wierchu do Niżniej Przybylińskiej Przełęczy; 0+ w skali tatrzańskiej (z ominięciem Palca), czas przejścia 2 godz.
2. Prawym żebrem północnej ściany; III, 3 godz.
3. Prawym żebrem północnej ściany; II, miejsce IV, 1 godz.
4. Prawą częścią północnej ściany; IV, 5 godz.
5. Prawą częścią ściany, Machnik-Żurawski;
6. Prawym żebrem północno-zachodniej ściany; IV, 3 godz. 30 min
7. Prawą depresją północnej ściany; V, 6 godz.
8. Środkowym filarem północnej ściany; V, kilka metrów A1, 4 godz. 30 min
9. Środkową częścią północnej ściany; V+, 7 godz.
10. Lewą depresją północnej ściany; IV, 4 godz.
11. Północnym filarem; w dolnej części IV, w górnej II, 3 godz.[2].